# Калинов Мост (село)
Калинов Мост (укр. Калинів Міст) — село, Пирятинский городской совет, Пирятинский район, Полтавская область, Украина.
Код КОАТУУ — 5323810106. Население по переписи составляло 434 человека.
Село указано на специальной карте Западной части России Шуберта 1826-1840 годов как хутор при Калиновском Мосте
Село приписано к церкви св. Стефания в Кейбаловке

## Географическое положение
Село Калинов Мост находится на правом берегу реки Перевод, которая через 1 км впадает в реку Удай, выше по течению на расстоянии в 2 км расположено село Першотравневое. Примыкает к селу Верхояровка.
Через село проходит автомобильная дорога Т-2501.

## Известные жители и уроженцы
- Панченко, Лидия Порфирьевна (1920—1998) — Герой Социалистического Труда.

## Экономика
- Молочно-товарная ферма.

## Объекты социальной сферы
- Детский сад.
- Клуб.
- Дом культуры.
- Фельдшерско-акушерский пункт.
- Больница.
- Спортивная площадка.
- Стадион.

## Достопримечательности
- Братская могила советских воинов.

## Религия
- Обитель Иоанна Шанхайского.[4]